# Medidata Solutions
Medidata Solutions — американська технологічна компанія, яка розробляє та продає програмне забезпечення як послугу (SaaS) для клінічних випробувань. До них належать розробка протоколів, співпраця та управління клінічними центрами; рандомізація та управління пробними поставками; збір даних пацієнтів через веб-форми, мобільні пристрої охорони здоров’я (mHealth), лабораторні звіти та системи візуалізації; управління моніторингом якості; фіксація подій безпеки; а також моніторинг і бізнес-аналітика. Штаб-квартира Medidata розташована в Нью-Йорку, а також розташовані в Китаї, Японії, Сінгапурі, Південній Кореї, Великій Британії та Сполучених Штатах.
Клієнтами Medidata є фармацевтичні, біотехнологічні, медичні та діагностичні компанії; академічні та державні установи; контрактні науково-дослідні організації; та інші науково-біологічні організації по всьому світу, які розробляють і виводять на ринок медичні методи лікування та продукти.

## Історія
Компанію було засновано в червні 1999 року Тареком Шерифом, Гленом де Врізом та Едом Ікегучі. У 1994 році де Фріз та Ікеґучі створили OceanTek, стартап, який розробляв веб-додатки для проведення клінічних випробувань і був попередником Medidata. У 1999 році вони перезапустили компанію як нову фірму та разом із Sherif сформували Medidata, щоб забезпечити онлайн-системи для розробки та проведення клінічних випробувань. У 2004 році вони завершили раунд фінансування на суму 10 мільйонів доларів з Insight Venture Partners, а пізніше їх підтримали інвестори, зокрема Milestone Venture Partners і Stonehenge Capital Fund. Ікегучі покинув компанію в 2008 році, а де Фріс перейшов від директора з технологій до президента, а Тарек став головним виконавчим директором.
26 січня 2009 року Medidata подала заявку на залучення 86 мільйонів доларів у рамках первинного публічного розміщення акцій (IPO). 25 червня 2009 року він здійснив IPO на фондовій біржі Nasdaq з ринковою капіталізацією в 313 мільйонів доларів США. Він дебютував на Nasdaq за 18 доларів за акцію. Компанія посіла 11 місце в списку Fortune Future 50 журналу Fortune за 2017 рік, 51 місце в списку Fortune 100 найбільш швидкозростаючих компаній і 59 місце в списку найбільш інноваційних компаній, що розвиваються Forbes, з ціною $3,3. мільярдів станом на травень 2017 року. У 2018 році Medidata посіла 70 місце в списку 100 найбільш стійких компаній Баррона.
У грудні 2019 року Medidata була придбана компанією Dassault Systèmes. Зараз Medidata функціонує як дочірня компанія.

## Програмне забезпечення
Medidata пропонує клієнтам хмарну платформу для створення власних клінічних випробувань і проведення медичних досліджень. На платформі лікарі та науковці можуть збирати та ділитися даними клінічних випробувань. Компанія допомагає біофармацевтичним і медичним компаніям проводити клінічні випробування, а також оптимізує процес для наукових фірм про життя, які розробляють випробування. Станом на 2017 рік серед клієнтів Medidata є 18 із 25 провідних фармацевтичних компаній світу з такими клієнтами, як Johnson & Johnson, AstraZeneca, Amgen, Cancer Research UK, GlaxoSmithKline, Novartis і Hoffmann-La Roche. Клієнтами також є біотехнологічні компанії, державні установи та контрактні дослідницькі організації.